# Les Planches-près-Arbois
Les Planches-près-Arbois település Franciaországban, Jura megyében. Lakosainak száma 86 fő (2022. január 1.). Les Planches-près-Arbois Mesnay, Arbois és La Châtelaine községekkel határos.

## Népesség
A település népességének változása:
| Lakosok száma | 87   | 75   | 67   | 91   | 101  | 105  | 96   | 89   | 88   | 86   |
|               | 1968 | 1982 | 1990 | 2006 | 2013 | 2015 | 2017 | 2019 | 2020 | 2022 |